# Abbas I cel Mare

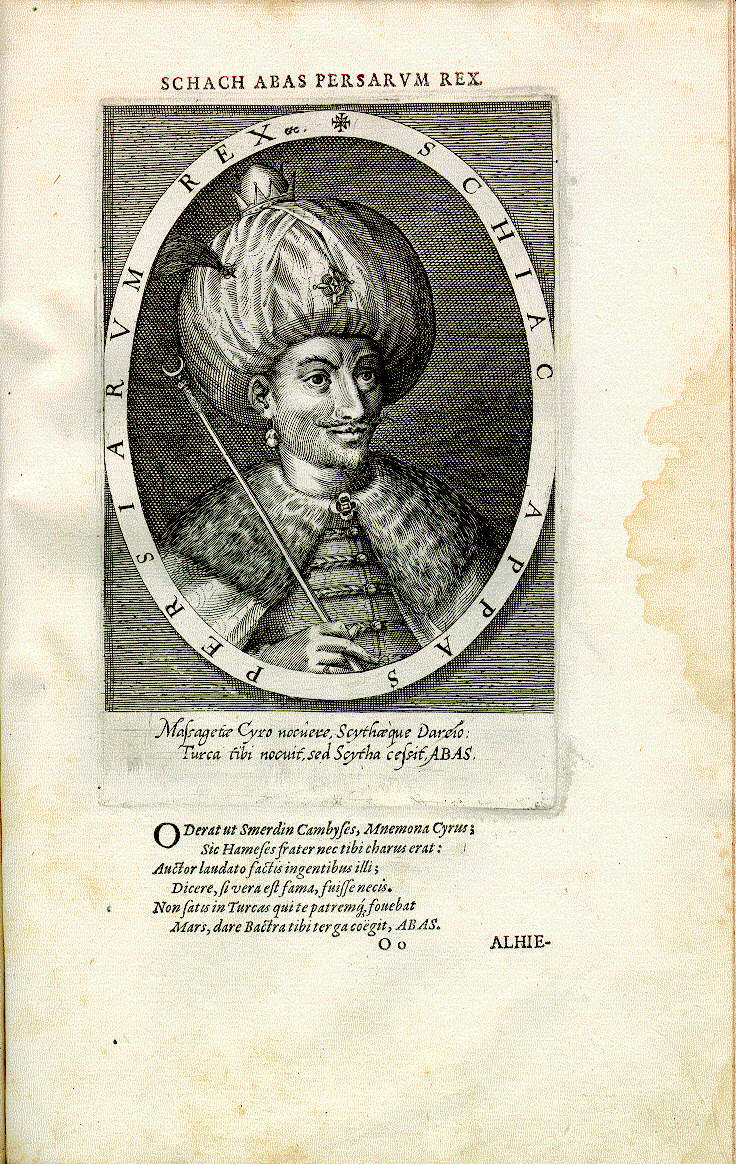
Șahul Abbas regele perșilor.
Gravură în cupru a lui Dominicus Custos, din a sa Atrium heroicum Caesarum pub. 1600-1602

Abbas I cel Mare (n. 27 ianuarie 1571 - d. 19 ianuarie 1629) a fost un șah al Persiei (1588-1629). Succedându-i tatălui său, șahul Mohammed, a consolidat dinastia Safevizilor, alungând trupele otomane și uzbece, creând o armată stabilă. Sub conducerea sa, Isfahan a devenit capitala Persiei, ajungând unul dintre cele mai frumoase orașe din lume. Realizările artistice persane au atins un nivel înalt în timpul domniei sale, când manuscrisele cu anluminuri, ceramica și pictura au înflorit, iar portughezii, olandezii și englezii concurau pentru a stabili relații comerciale cu Persia. Deși tolerant în viața publică (a acordat privilegii grupurilor creștine) și preocupat de bunăstarea poporului său, teama pentru siguranța proprie l-a determinat să acționeze fără milă față de propria familie.